# Landesregierung Gleißner VII
Die Landesregierung Gleißner VII unter Landeshauptmann Heinrich Gleißner (ÖVP) bildete die Oberösterreichische Landesregierung während der XIX. Gesetzgebungsperiode des Oberösterreichischen Landtags vom 17. November 1961 bis zum 16. November 1967. Der Landesregierung Gleißner VII folgte die Landesregierung Gleißner VIII nach.
Nach der Landtagswahl 1961 war die neue Landesregierung gegenüber der Vorgängerregierung Gleißner VI kaum verändert in die neue Periode gegangen. Lediglich Hermann Kletzmayr (ÖVP) gehörte nicht mehr dem Regierungsteam an und war durch Heinrich Wildfellner ersetzt worden. Weiterhin stellte die Österreichische Volkspartei (ÖVP) fünf und die Sozialdemokratische Partei Österreichs (SPÖ) vier der neun Regierungsmitglieder. Im Laufe der Regierungsperiode war zunächst Rudolf Kolb (SPÖ) am 26. Mai 1965 aus der Regierung ausgeschieden und am selben Tag durch Franz Enge ersetzt worden. Johann Blöchl (ÖVP) trat am 15. Jänner 1966 als Landeshauptmann-Stellvertreter zurück, es folgte ihm am 24. Jänner 1966 der bisherige Landesrat Erwin Wenzl in dieser Funktion nach. An diesem Tag rückte zudem Johann Diwold als neuer Landesrat nach. Zum letzten Wechsel in dieser Amtsperiode kam es am 19. Oktober 1966 als Theodor Pritsch sein Amt niederlegte und Gerhard Possart als neuer Landesrat angelobt wurde.

## Regierungsmitglieder
| Amt                                                     | Name                 | Partei | Zuständigkeitsbereiche |
| ------------------------------------------------------- | -------------------- | ------ | ---------------------- |
| Landeshauptmann                                         | Heinrich Gleißner    | ÖVP    |                        |
| Landeshauptmann-Stellvertreter                          | Ludwig Bernaschek    | SPÖ    |                        |
| Landeshauptmann-Stellvertreter                          | Erwin Wenzl          | ÖVP    |                        |
| Landesrat                                               | Johann Diwold        | ÖVP    |                        |
| Landesrat                                               | Gerhard Possart      | ÖVP    |                        |
| Landesrat                                               | Heinrich Wildfellner | ÖVP    |                        |
| Landesrat                                               | Stefan Demuth        | SPÖ    |                        |
| Landesrat                                               | Franz Plasser        | SPÖ    |                        |
| Vorzeitig ausgeschiedene Mitglieder der Landesregierung |                      |        |                        |
| Landeshauptmann-Stellvertreter                          | Johann Blöchl        | ÖVP    |                        |
| Landesrat                                               | Theodor Pritsch      | ÖVP    |                        |
| Landesrat                                               | Rudolf Kolb          | SPÖ    |                        |